# Юліус Сельямаа
Юліус Фрідріх Сельямаа або, на російський манер Юлій Юрійович Сельяяма, (8 квітня 1883, Сінді, Перновського повіту Ліфляндскої губернії — 17 червня 1936, Таллінн) — естонський журналіст, політик і дипломат, секретар і заступник голови естонської Земської ради, член Естонського парламенту (I Riigikogu).

## Життєпис
Народився у сільській родині. У 1899—1902 роках навчався в учительській семінарії в Ризі, з 1902 по 1905 працював шкільним вчителем у с. Таалі, в 1905—1909 роках був директором школи, у 1909—1914 займав посаду керівника школи Рокерського Освітнього Товариства (РОТ).
В 1914 році він переїхав у Санкт-Петербург, де з 1915 по 1918 вивчав право в Санкт-Петербурзькому університеті, працював у «Pealinna Teataja» (журнал «Капітал»), одночасно х цим був парламентським кореспондентом Державної думи IV скликання.
В 1917 делегат I Всеросійського з'їзду Рад робітничих і солдатських депутатів, член Першого ВЦВК. В кінці 1917 року обраний у Всеросійські установчі збори в Естляндському виборчому окрузі за списком № 3 (Естонська трудова партія). 5 січня 1918 року брав участь в єдиному засіданні Установчих зборів, увійшов у фракцію народних соціалістів. У 1918—1921 головний редактор «Vaba Maa» («Вільна країна») щоденної газети, органу Естонської трудової партії. Лідер Трудової партії Естонії.
Почав свою дипломатичну кар'єру в лютому 1918 року як член першої естонської делегації (1917—1918) у Радянській Росії, де він спільно з Йоханом Лайдонером представляв Естонію. У 1919—1920 він брав участь у естонсько-російських мирних перемовах. У 1922—1928 був послом в Латвії, в 1925—1926 в Литві, в 1928—1933 в Радянському Союзі.
З жовтня 1933 по квітень 1936 році він був міністром закордонних справ. У 1934 короткий час був заступником прем'єр-міністра. Згодом він був призначений послом у Римі, але помер від раку до вступу на посаду.
Похований в Таллінні на кладовищі Рахумяе.

## Нагороди
- 1920 — Орден Хрест Свободи III класу 2 ступеня,
- 1932 — Орден Естонського Червоного Хреста, I ступеня II підступеня,
- 1934 — Орден Орлиного хреста за заслуги I класу